# Беренгер (граф Тулузы)
Беренге́р (Беренже́р, Беренга́р) Му́дрый (лат. Berengarius Sapiens, фр. Bérenger Le Sage, ок.790/795 — 835) — маркграф Тулузы с 816, граф Палларса и Рибагорсы 816—833, граф Барселоны, Жероны, Бесалу и маркиз Септимании с 832, граф Ампурьяса и Руссильона 832—834 из династии Унрошидов, сын Унроша II, графа в Тернуа, и Ингельтруды.

## Биография

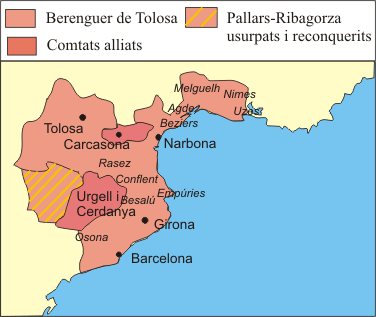
Владения Беренгера Мудрого в 832—835 годах

Беренгер происходил из знатного швабского рода Унрошидов (Унрохидов). Его младший брат Эбергард позже был маркграфом Фриуля.
В 816 году император Людовик Благочестивый сместил с поста графа Тулузы Раймунда Рафинеля, поставленного там отцом, и образовал Тулузскую марку, во главе которой поставил Беренгера. Также Беренгер вошёл в состав совета нового короля Аквитании Пипина I. В 819 году Беренгер вместе с графом Оверни Гверином успешно воевали против объявившего себя герцогом Гаскони Лупа III Сантюля. В мае 825 года и 827 году Беренгер называется имперским посланцем (missus dominicus) в шести владениях (Реймс, Суассон, Санлис, Бове, Лаон и Католонис) и четырёх епископствах (Амьен, Камбре, Сен-Поль-сюр-Тернуа и Новиомансенсам).
В ноябре 831 года Пипин I Аквитанский, подстрекаемый одним из своих советников, Бернаром Септиманским, восстал против отца. Беренгер пытался убедить его не бунтовать, но неудачно. В начале 832 года император Людовик начал кампанию против мятежного сына. Беренгер, сохранивший лояльность императору, напал на владения Бернара Септиманского, захватив Руссильон, Разе и Конфлан, а 2 февраля достиг Эльны. В октябре Пипин и Бернар были вынуждены предстать перед Людовиком, прося мира. Пипин был лишён королевства и сослан в Трир, а Бернар, обвинённый в неверности, был лишён всех своих владений в Септимании и в Испанской марке. Эти владения были переданы Беренгеру Тулузскому. Также Беренгер получил владения и брата Бернара, Госельма — графства Ампурьяс, Руссильон, Разе и Конфлан.
В 833 году граф Урхеля и Сердани Галиндо I Аснарес захватил графства Пальярс и Рибагорсу, входившие до этого в состав Тулузской марки. В 834 году Пипин I помирился со своим отцом и когда восстал другой сын императора, Лотарь, выступил на стороне отца против брата. Пипин при поддержке Бернара Септиманского разбил Лотаря, и Бернар потребовал возвращения всех своих титулов. Прежние владения Бернара были отняты у Беренгера и возвращены Бернару. Император в марте 835 года вызвал Бернара и Беренгера на Ассамблею в Кремье (около Лиона), где собирался решить этот вопрос, но Беренгер неожиданно умер по дороге. В итоге Бернар получил большую часть владений Беренгера — Барселону, Септиманию, а также Тулузу. При этом Ампурьяс и Руссильон были выделены в качестве соединённого графства Сунийе I.